# Dobranowice (Cracovie)
Pour l’article homonyme, voir Dobranowice (Wieliczka).
Dobranowice est une localité polonaise de la gmina d'Igołomia-Wawrzeńczyce, située dans le powiat de Cracovie en voïvodie de Petite-Pologne.